# Art Wolfe
Art Wolfe est un photographe américain né le 13 septembre 1951 spécialiste de la nature et des animaux. Il obtient d'excellentes photographies d'animaux rares tels que le chat bai et a publié de nombreux livres de photographies. Il remporte le Alfred Eisenstadt Magazine Photography Award, le prix Rachel-Carson et le prix Audubon.